# 新中道
新中道（しんなかみち）は、宮城県宮城郡利府町の町丁。郵便番号は981-0114。人口は557人、世帯数は183世帯（2024年7月31日現在）。現行行政地名は新中道一丁目から新中道三丁目。住居表示は全域で未実施。旧利府町加瀬・利府の各一部。

## 地理
仙台市中心部から北東に約10km、利府町の中心部に位置する。西側には砂押川が流れ、南側には新幹線総合車両センターが隣接し、北西側には宮城県道8号仙台松島線、北東側には宮城県道3号塩釜吉岡線、中央部には宮城県道259号加瀬沼公園線が通っている。大部分を加瀬および利府と接しているが、北側の一部で中央三丁目と接している。
都市計画区域上では全域が市街化区域に指定されており、仙塩広域都市計画上の地区計画では新中道地区計画にあたる。地区整備計画および都市計画法上の用途地域では、住宅A地区（第一種住居地域）、住宅B地区（第一種住居地域）、住宅C地区（第二種住居地域）、業務地区（第二種住居地域・近隣商業地域）、商業地区（近隣商業地域）に分類される。
河川：砂押川

### 地名の由来
土地区画整理事業施行前の小字である「字新中道」より。

## 歴史
2016年（平成28年）から始まった「利府町新中道土地区画整理事業」により造成が進み、2019年（令和元年）に換地処分が行われ誕生した。総事業費は73億8,400万円だった。

### 年表
- 2013年（平成25年）5月17日 - 平成25年宮城県告示第447号によって、土地区画整理事業施行地内である利府字新中道、同字沖ノ在家、同字油田及び同字中道の全部並びに利府字新揺橋、同字新谷地脇、同字新油田、同字八幡崎前、同字柏関、同字砂押、同字旧屋敷、同字新大谷地、同字屋田前、同字揺橋、加瀬字新町頭、同字新南浦、同字新河原、同字町頭、同字河原及び森郷字新川向の各一部が市街化調整区域の保留を解除され、市街化区域となる[10][8]。
- 2016年（平成28年）3月28日 - 土地区画整理事業の事業認可の公告が行われる。事業の名称は「利府町新中道土地区画整理事業」[9]。
- 2019年（令和元年）
  - 7月25日 - イオンモール株式会社が土地区画整理事業地内の約14万8,000平方メートルの敷地にイオンモール新利府南館の着工を発表する[11]。
  - 10月25日 - 換地処分の公告が行われる[3][9]。
  - 10月26日 - 換地処分の効果が発生したことにより、新中道一丁目・新中道二丁目・新中道三丁目が誕生する[3][9]。
- 2020年（令和2年）6月19日 - 土地区画整理事業が終了し、解散の公告が行われる[9]。
- 2021年（令和3年）3月5日 - イオンモール新利府南館が開業する[12]。

### 町名の変遷
町名の変遷は以下の通りである。
| 変更後の区域 | 変更後の区域         | 変更前の区域 | 変更前の区域 | 変更前の区域 | 変更日                     |
| 自治体       | 町丁                 | 自治体       | 大字         | 小字         | 変更日                     |
| ------------ | -------------------- | ------------ | ------------ | ------------ | -------------------------- |
| 利府町       | 新中道一丁目（新設） | 利府町       | 加瀬         | 字新河原     | 2019年（令和元年）10月26日 |
| 利府町       | 新中道一丁目（新設） | 利府町       | 加瀬         | 字新南浦     | 2019年（令和元年）10月26日 |
| 利府町       | 新中道一丁目（新設） | 利府町       | 加瀬         | 字新町頭     | 2019年（令和元年）10月26日 |
| 利府町       | 新中道一丁目（新設） | 利府町       | 利府         | 字屋田前     | 2019年（令和元年）10月26日 |
| 利府町       | 新中道一丁目（新設） | 利府町       | 利府         | 字揺橋       | 2019年（令和元年）10月26日 |
| 利府町       | 新中道二丁目（新設） | 利府町       | 加瀬         | 字新河原     | 2019年（令和元年）10月26日 |
| 利府町       | 新中道二丁目（新設） | 利府町       | 加瀬         | 字新南浦     | 2019年（令和元年）10月26日 |
| 利府町       | 新中道二丁目（新設） | 利府町       | 加瀬         | 字新町頭     | 2019年（令和元年）10月26日 |
| 利府町       | 新中道二丁目（新設） | 利府町       | 利府         | 字屋田前     | 2019年（令和元年）10月26日 |
| 利府町       | 新中道二丁目（新設） | 利府町       | 利府         | 字揺橋       | 2019年（令和元年）10月26日 |
| 利府町       | 新中道二丁目（新設） | 利府町       | 利府         | 字新揺橋     | 2019年（令和元年）10月26日 |
| 利府町       | 新中道三丁目（新設） | 利府町       | 利府         | 字新谷地脇   | 2019年（令和元年）10月26日 |
| 利府町       | 新中道三丁目（新設） | 利府町       | 利府         | 字新油田     | 2019年（令和元年）10月26日 |
| 利府町       | 新中道三丁目（新設） | 利府町       | 利府         | 字八幡崎前   | 2019年（令和元年）10月26日 |
| 利府町       | 新中道三丁目（新設） | 利府町       | 利府         | 字新中道     | 2019年（令和元年）10月26日 |
| 利府町       | 新中道三丁目（新設） | 利府町       | 利府         | 字砂押       | 2019年（令和元年）10月26日 |
| 利府町       | 新中道三丁目（新設） | 利府町       | 利府         | 字柏関       | 2019年（令和元年）10月26日 |
| 利府町       | 新中道三丁目（新設） | 利府町       | 利府         | 字沖ノ在家   | 2019年（令和元年）10月26日 |
| 利府町       | 新中道三丁目（新設） | 利府町       | 利府         | 字旧屋敷     | 2019年（令和元年）10月26日 |
| 利府町       | 新中道三丁目（新設） | 利府町       | 利府         | 字油田       | 2019年（令和元年）10月26日 |
| 利府町       | 新中道三丁目（新設） | 利府町       | 利府         | 字揺橋       | 2019年（令和元年）10月26日 |
| 利府町       | 新中道三丁目（新設） | 利府町       | 利府         | 字中道       | 2019年（令和元年）10月26日 |
| 利府町       | 新中道三丁目（新設） | 利府町       | 利府         | 字新屋田前   | 2019年（令和元年）10月26日 |
| 利府町       | 新中道三丁目（新設） | 利府町       | 利府         | 字新大谷地   | 2019年（令和元年）10月26日 |
| 利府町       | 新中道三丁目（新設） | 利府町       | 利府         | 字屋田前     | 2019年（令和元年）10月26日 |

## 世帯数と人口
2024年（令和6年）7月31日現在の世帯数と人口は以下の通りとなる。
| 町丁         | 世帯    | 人口  |
| ------------ | ------- | ----- |
| 新中道一丁目 | 95世帯  | 292人 |
| 新中道二丁目 | 88世帯  | 265人 |
| 新中道三丁目 | 0世帯   | 0人   |
| 計           | 183世帯 | 557人 |

## 小・中学校の学区
小・中学校の学区は以下の通りとなる。
| 町丁         | 番地 | 小学校     | 中学校     |
| ------------ | ---- | ---------- | ---------- |
| 新中道一丁目 | 全域 | 利府小学校 | 利府中学校 |
| 新中道二丁目 | 全域 | 利府小学校 | 利府中学校 |
| 新中道三丁目 | 全域 | 利府小学校 | 利府中学校 |

## 施設

### 店舗
- 七十七銀行 利府支店（新中道二丁目1-3）
- コメダ珈琲店 利府店（新中道二丁目2-1）
- TSUTAYA 利府店（新中道二丁目2-1）
- イエローハット 利府店（新中道二丁目2-5）
- イオンモール新利府（新中道三丁目1-1）

### 公共
- 新中道1号公園（新中道一丁目9-1）
- 新中道2号公園（新中道二丁目7）
- 新中道集会所（新中道二丁目11-1）
- 新中道3号公園（新中道三丁目3-1）

## 交通

### 鉄道
- 鉄道駅はない。最寄り駅は■東北本線（利府線）の新利府駅。

### バス
- 宮城交通
  - イオンモール新利府南館（38系統）
- 岩手県北自動車（みちのりバス東北）
  - イオンモール新利府南館（イオンモール新利府南館線）

### 道路
一般国道
- 地区内に一般国道は通っていない。

主要地方道・一般県道
- 宮城県道3号塩釜吉岡線
- 宮城県道8号仙台松島線
- 宮城県道259号加瀬沼公園線